# El cas Mattei
El cas Mattei (títol original en italià Il caso Mattei) és una pel·lícula italiana dirigida per Francesco Rosi, estrenada el 1972. Ha estat doblada al català.

## Argument
Enrico Mattei va ajudar a canviar Itàlia, primer com a lluitador per la llibertat contra els nazis, després com un inversor en gas metà a una empresa pública, A.G.I.P., i finalment com el cap d'ENI, un ens estatal format per al desenvolupament de recursos del petroli. El 27 d'octubre de 1962 va morir quan el seu avió privat s'estavellava, un minut abans d'aterrar a l'aeroport de Milà. Oficialment, va morir d'accident. De fet, molts periodistes van investigar unes altres raons acceptables per a l'aterratge inoportú de l'avioneta.

## Repartiment
- Gian Maria Volontè: Enrico Mattei
- Luigi Squarzina: Periodista
- Gianfranco Ombuen: Ing. Ferrari
- Edda Ferronao: Sra. Mattei
- Peter Baldwin: McHale
- Accursio Di Leo: Sicilià important 1
- Giuseppe Lo Presti: Sicilià important 2
- Aldo Barberito: Oficial

## Al voltant de la pel·lícula
En els darrers dies de juliol de 1970, el director es va posar en contacte amb el periodista Mauro De Mauro per suggerir-li un treball: reconstruir les últimes hores de vida de l'enginyer Mattei. Per part de Rosi i els guionistes de la pel·lícula, aconseguir l'ajuda d'un periodista com Mauro, és considerat per molts una assegurança, els petits detalls, aparentment insignificants, fins i tot a completar el text que després conformarà la pel·lícula. De Mauro, atret per la importància de la tasca assignada i per les promeses de la companyia de producció Vides (productora), immediatament va començar la seva recerca. Va anar a Gagliano, gràcies al Sr. Puleo, director de cinema local, va aconseguir la cinta amb l'últim discurs pronunciat pel president d'Eni. Llavors va començar a fer les preguntes a les persones adequades, en particular a dos personatges: Graziano Verzotti, polític i administrador de l'Ens Minerario siciliano, descrit per molts com molt proper a Giuseppe Di Cristina, i Vito Guarrasi, personatges molt ambigus molt a prop tant d'Amintore Fanfani com dels serveis secrets dels Estats Units. El 16 de setembre de 1970, el periodista de "L'Ora" va ser segrestat just a sota de casa seva al carrer Magnolie a Palerm i mai no se’n va saber més.

## Premis i nominacions
- 1972 Palma d'Or al Festival Internacional de Cinema de Canes